# Fljuza Hairullina
Fljuza Hairullina (baszk. Флүзә Тимерғәзим ҡыҙы Хәйруллина, ros. Флюза Тимергазимовна Хайруллина, tj. Fluza, córka Timergazima, ur. 7 lutego 1960 w rejonie bakalińskim Baszkirii) – estońska działaczka społeczna narodowości baszkirskiej, uhonorowana tytułem Zasłużony Działacz Kultury Republiki Baszkortostan. W 1986 roku wraz z rodziną wyjechała z Baszkirii do Estonii, gdzie opanowała język estoński. Obecnie piastuje stanowisko przewodniczącego Towarzystwa Baszkirskiego w Tallinnie. W 2015 roku otrzymała państwowe odznaczenie cywilne „Orden Saławata Jułajewa”.